# پلنت‌مث
نقشه ریاضی (به انگلیسی: PlanetMath) دانشنامه برخط آزاد و مشارکتی ریاضی است که توسط Nathan Egge ایجاد شده و مالک کنونی آن Virginia Tech است.